# If You'd Only Believe
"If You'd only believe" es una canción lanzada en 1989 y escrita por Roxanne Seeman, Billie Hughes y Jermaine Jackson. La canción aparece en el álbum de los Jacksons "2300 Jackson Street". Fue producido por Michael Omartian.
"If You'd Only Believe" es la última canción de serie de televisión "La Familia Jackson Honor" en Las Vegas. Michael Jackson se juntó durante la final a su familia y los invitados famosos en la canción "If You'd Only Believe". Los invitados presentes estuvieron Céline Dion, Bruce Hornsby, Gladys Knight y Dionne Warwick.
Una versión de "If You'd Only Believe" fue grabado por Randy Crawford, en su álbum "Through The Eyes of Love", publicado por Warner Bros. en 1991.